# Knut (ijsbeer)

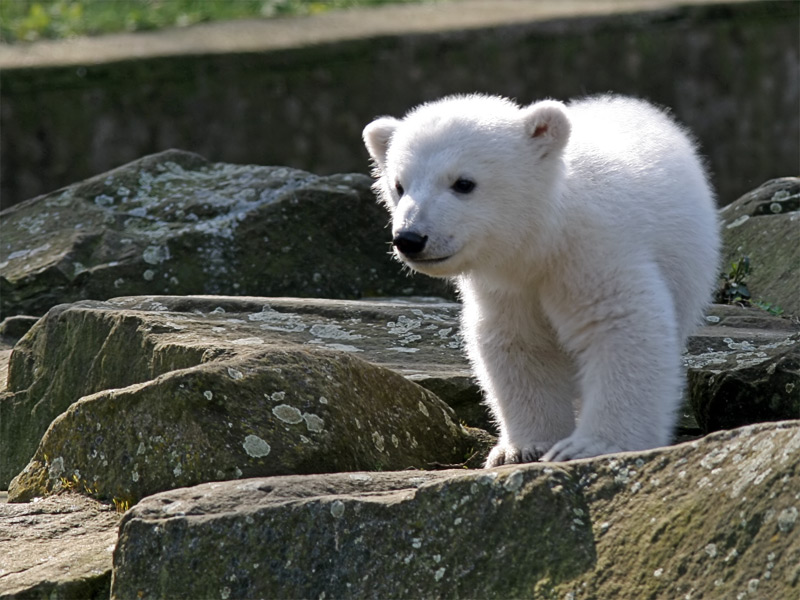
Knut tijdens zijn eerste presentatie aan het publiek op 24 maart 2007

Knut (Berlijn, 5 december 2006 – aldaar, 19 maart 2011) was een ijsbeer die in de Berlijnse dierentuin Zoologischer Garten Berlin werd geboren maar door zijn moeder Tosca werd verstoten. 

## Levensloop
Knuts tweelingbroer of -zus stierf al na vier dagen. Dierenverzorger Thomas Dörflein hield Knut hierna in leven.
Er waren aanvankelijk berichten dat dierenactivisten het dier liever wilden laten inslapen omdat zij meenden dat Knut later gestoord, asociaal gedrag zou gaan vertonen omdat hij niet in een groep ijsberen opgroeide. Deze berichten zijn onbevestigd en dierenactivisten verklaarden later dat de berichten gebaseerd waren op misverstanden. Niettemin bleek het zeer realistisch te veronderstellen dat Knut later in zekere zin abnormaal gedrag zou kunnen gaan vertonen. In oktober 2010 doken berichten op dat Knut werd geïntimideerd door de andere ijsberen. Knuts ouders waren zwakke en nauw aan elkaar verwante dierentuindieren. Dit is de gezondheid van het in gevangenschap geboren roofdier waarschijnlijk niet ten goede gekomen.
Er was uitgebreide internationale media-aandacht voor het beertje. Zeker rond zijn eerste presentatie aan het publiek in maart 2007 kon gesproken worden van een 'mediahype'. Ook greep men zijn populariteit aan voor een golf van merchandising, zodat zijn overlijden ook commercieel voor de Berliner Zoo en anderen een slag was.
In 2007 maakte de dierentuin bekend dat Knut als volwassen ijsbeer aan verscheidene andere dierentuinen zou worden uitgeleend om voor nageslacht te zorgen. Hier is door zijn vroegtijdige dood niets van terechtgekomen.
Knut is slechts vier jaar oud geworden; op zaterdag 19 maart 2011 verdronk de ijsbeer in het water van zijn verblijf. De laatste ogenblikken van zijn leven werden door dierentuinbezoekers vastgelegd. Knut bleef eindeloos rondjes draaien en viel vervolgens in het water en verdronk. Na sectie bleek dat Knut bezweken is aan een virusinfectie, ook waren de hersenen van de ijsbeer aangetast. In 2015 werd bekendgemaakt dat de ijsbeer een zeldzame auto-immuunziekte had, anti-NMDA-receptorencefalitis. Door deze auto-immuunziekte kreeg Knut een hersenvliesontsteking die leidde tot een epileptische aanval. De ziekte was tot dan toe alleen bij mensen vastgesteld, voor het eerst in 2007.
Na zijn overlijden is Knut opgezet door een preparateur en werd in Berlijn tentoongesteld. Tussen 14 juni en 1 september 2013 was de opgezette ijsbeer te zien in museum Naturalis in Leiden.

## Film
Er is een film over Knut uitgekomen: Knut und seine Freunde.

## Video's
|  |  |